# روبرت ميدلتون (لاعب كرة قدم)
روبرت ميدلتون (بالإنجليزية: Robert Middleton)‏ (15 يناير 1903 في المملكة المتحدة - ) هو مدرب كرة قدم ولاعب كرة قدم بريطاني (وحمل سابقاً جنسية المملكة المتحدة لبريطانيا العظمى وأيرلندا) في مركز حراسة المرمى. شارك مع منتخب اسكتلندا لكرة القدم. أما مع النوادي، فقد لعب مع نادي بريتشين سيتي ونادي سندرلاند ونادي تشستر سيتي وBurton Town F.C. ‏ ونادي كاودينبيث لكرة القدم.

## وصلات خارجية
- روبرت ميدلتون على موقع قاعدة بيانات كرة القدم.إي يو (الإنجليزية)